# Грінбек (Теннессі)
Грінбек (англ. Greenback) — місто (англ. city) в США, в окрузі Лаудон штату Теннессі. Населення — 1102 особи (2020).

## Географія
Грінбек розташований за координатами 35°38′56″ пн. ш. 84°9′58″ зх. д. / 35.64889° пн. ш. 84.16611° зх. д. (35.648921, -84.166222).  За даними Бюро перепису населення США в 2010 році місто мало площу 20,94 км², з яких 20,58 км² — суходіл та 0,36 км² — водойми.

## Демографія
Згідно з переписом 2010 року, у місті мешкали 1064 особи в 396 домогосподарствах у складі 298 родин. Густота населення становила 51 особа/км².  Було 447 помешкань (21/км²).
Расовий склад населення:
| - 97,3 % — білих - 0,4 % — чорних або афроамериканців - 0,4 % — азіатів - 0,2 % — корінних американців |

До двох чи більше рас належало 1,1 %. Частка іспаномовних становила 2,6 % від усіх жителів.
За віковим діапазоном населення розподілялося таким чином: 27,3 % — особи молодші 18 років, 57,8 % — особи у віці 18—64 років, 14,9 % — особи у віці 65 років та старші. Медіана віку мешканця становила 39,3 року. На 100 осіб жіночої статі у місті припадало 97,0 чоловіків;  на 100 жінок у віці від 18 років та старших — 94,5 чоловіків також старших 18 років.
Середній дохід на одне домашнє господарство  становив 71 514 долари США (медіана — 43 750), а середній дохід на одну сім'ю — 95 267 доларів (медіана — 61 023). Медіана доходів становила 35 278 доларів для чоловіків та 29 219 доларів для жінок. За межею бідності перебувало 12,0 % осіб, у тому числі 16,8 % дітей у віці до 18 років та 10,1 % осіб у віці 65 років та старших.
Цивільне працевлаштоване населення становило 489 осіб. Основні галузі зайнятості: виробництво — 27,4 %, освіта, охорона здоров'я та соціальна допомога — 19,8 %, роздрібна торгівля — 14,5 %, будівництво — 9,4 %.